# Ábatos

Ábatos é uma ilha do Egito, formada pelo Nilo, próxima de Filas. Há a tradição de que os túmulos de Ísis e de Osíris se encontravam nesta ilha.
Mauro Sérvio Honorato, chamado de Sérvio, escreveu no século IV um comentário gramatical e literário sobre Virgílio. Neste comentário há uma referência a Ábatos, em uma citação da obra perdida de Sêneca "De situ et sacris Aegyptiorum":
" brevis insula, inaccessa hominibus, unde Abatos appellata est".
Sérvio cita também Lucano (Farsália, X):
"hinc Abatos, quam nostra vocat veneranda vetustas"
Em ambas citações indica-se a ilha como localizada no Egito.